# Ateca
Ateca es una villa y municipio español de la provincia de Zaragoza, en Aragón. Cuenta con una población de 1690 habitantes y una densidad de 19,95 hab/km² (INE 2022). Perteneciente a la Comunidad de Calatayud, es el segundo núcleo de población de la comarca, tras la capital bilbilitana. El término municipal, situada a unos 647 m sobre el nivel del mar, tiene una extensión de 84,70 km² y una densidad de 20,80 hab/km². Fue cabeza del partido judicial de Ateca hasta la reforma de 1965, cuando fue anexionada al de Calatayud. A nivel eclesiástico pertenece a la diócesis de Tarazona.

## Toponimia
Durante la invasión musulmana de la península los conquistadores la renombraron con el nombre procedente del árabe عتيقة `Atīqa, que significa "antigua". lo que puede dar idea de lo remoto en el tiempo de este asentamiento.
(I) Sobre el partido judicial de Ateca y la propia villa, hay una referencia del ilustre estadístico don P. Madoz en la que informa de un arraigo popular del lugar:
“COSTUMBRES. Sin embargo de que las de este part. jud. son generalmente las mismas que las de todos los demas que componen la prov. de Zaragoza, en cuyo art. se hablará de ellas, hay en él una particular de la que merece hacerse mencion, y que por lo rara no debe en nuestro concepto pasar desapercibida. Consiste esta en una lucha que tienen los hombres dentro del r. Manubles, en el que se introducen cubriendo su cuerpo con solo un calzon en el dia segundo de Pascua de Navidad, y algunas veces se interesan tanto en ella, que toman parte hasta las mujeres, asistiendo un numero inmenso á presenciar este ejercicio conservado entre sus hab. desde tiempo inmemorial, y acaso desde el de los moros. Para esto concurren a la v. cab. del part., en cuyo punto tiene lugar el espectaculo referido...”
Esta particularidad de lucha (invierno y frío extremo) quizá no esté muy arraigada en el resto de territorios de la península ibérica, aunque hace pensar en una procedencia escítica, incluso la participación de las mujeres en la lucha está constatada en las guerreras sármatas. De todo ello menciona el naturalista Plinio el Viejo:
“Dein Tanaim amnem gemino ore influente, incolum sarmatae, Medorum (ut ferunt) soboles, & ipsi in multa genera divisi. Primo Sauromatae Gynaecocratumeni Amazonum connubia...
Entonces el río Tanaim, que desembocaba en él [lago Meótide o mar de Azov actual] desde sus dos desembocaduras, estaba habitado por los sármatas, descendientes de los medos (según dicen), y ellos mismos se dividían en muchos géneros. Primero los matrimonios de los sauromatas  ginecocratumenos [este término ha de derivar de la etimología griega γυναικοκρατία, ginecocracia ] con las amazonas..." 
Y desde este punto pliniano se iniciarán referencias de escitas, medos, sármatas o saurómatas y de la ginecocracia de las amazonas (visos de ser las propias mujeres sármatas). El poeta Silio Itálico (lírica excelsa y fondo histórico cuestionado a veces) nombra a los sármatas en Hispania; en la traducción del erudito historiador de la RAH don M. Cortés, se dan estos bellos pasajes del poeta nacido en Itálica:
“... At non Sarmaticos attollens Uxama muros (4);
Tam levibus persulta equis, inc venit in arma
Haud haebi fragilis sonipes, crudoque vigore
Asper frena pati, aut jussis parere magistris...
... Uxama (Osma), que levanta sus sarmáticas murallas; antes bien, sus caballos son fuertes para la guerra, en la que resisten largos años, y por su bravura apenas sufre el freno u obedece a la voluntad del ginete...
[Nota] (4) Hoy Osma, ciudad celtíbera, de población mezclada de celta y de la ibera: aquella venida de la Sarmacia europea, que era región vecina á la Scytia, y scytica de origen, aunque lo resista Pinkerton, singular en este punto".
El lenguaje túrcico (kirguís, tártaro y tártaro de Crimea, turco, turkmeno...) denomina al «caballo» 'at', y en kazajo (misma familia linguística) se nombra 'jilqui жылқы'. El nombre antiguo de Ateca fue Attakon cuya ancestral etimología, hilando fino, abrazaría hasta tres idiomas: el citado at; el art. griego 'ta, τά' los; y de las ramas eslavas (búlgaro, croata, esloveno, macedonio...), concretamente del búlgaro, 'kon кон', traducido también «caballo». En las cecas de la península ibérica (destacan las celtíberas) figuran troquelados en sus anversos jinetes y monturas. Cabría añadir del kazajo la etimología équida 'jilqui', cuya grafía y fonología se acercan bastante al próximo río Jiloca. Es decir, Ateca y Attakon tendrían posibilidades etimológicas en uno de los animales más utilizados desde tiempos antiguos, el «caballo»(II)

## Geografía
Ateca se sitúa a 100 kilómetros de la capital provincial por la autovía del Nordeste, que atraviesa el término municipal e ntre los pK 217 y 222. Por el centro del pueblo pasa la carretera N-2, la antigua carretera que unía Madrid y Zaragoza. Forma parte de la comarca Comunidad de Calatayud. El pueblo se alza a 603 m sobre el nivel del mar, a orillas del río Jalón, justo en la confluencia con el río Manubles. Además de estos dos ríos, el río Monegrillo riega el noroeste del término municipal y el río Piedra desemboca en el Jalón, justo en el límite con Castejón de las Armas. El relieve del término municipal es muy accidentado, como es característico en esta zona del Sistema Ibérico. Al noroeste se extiende la sierra del Caballero (con elevaciones de más de 900 m) y al noreste la sierra de Armantes. El sur del municipio también es muy accidentado, con elevaciones de hasta 940 metros.
| Noroeste: Alhama de Aragón, Embid de Ariza, Villalengua | Norte: Moros | Noreste: Cervera de la Cañada, Calatayud |
| Oeste: Bubierca                                         |              | Este: Terrer                             |
| Suroeste: Castejón de las Armas                         | Sur: Carenas | Sureste: Valtorres, Munébrega            |

Su temperatura media a lo largo del año es de 13,5 °C y cuenta con una precipitación anual de 380 mm.

## Historia

### Orígenes
El origen de Ateca como núcleo ininterrumpido y estable de población se sitúa alrededor del año 250 a. C., ya que por su situación geográfica es, desde antiguo, un lugar de paso obligado entre el valle del Ebro y la meseta en el camino que sube a través del Jalón y continúa por el valle del Henares. Por aquí discurría la calzada romana denominada Iter XXV descrita en los Itinerarios de Antonino que unía Augusta Emerita y Cesaraugusta pasando por Toletum. Fue ciudad celtíbera, en el centro del territorio de los Belos.
Generalmente se la identifica con la Attakon nombrada por Ptolomeo aunque esta afirmación no está exenta de polémica, ya que las coordenadas con que identifica su situación no coinciden exactamente con las de la actual población. Algunos autores —Miguel Martínez del Villar y Hernando, Juan Francisco Andrés de Uztarroz, el padre Traggia y Francisco Ortega San Íñigo— en el pasado situaron en Ateca la ciudad celtíbera de Alce, nombrada por Tito Livio.

En el patronato de la Iglesia de Monubles ha entrado la de Ateca, población de moros, y fundado de las ruinas de la antigua e insigne ciudad de Alce, que después en tiempo del nunca dignamente alabado Cid Ruy Díaz se llamó Alcocer.

Los argumentos para sustentar esta afirmación son entre otros la cercanía al Moncayo, Ateca se encuentra situada en pleno sistema Ibérico pleno territorio de la Celtiberia, en territorio dominado por los Belos, mientras que otras localizaciones se alejan mucho de la Celtiberia, por lo que esta localización sigue siendo factible. También que la descripción de la ciudad encaja con lo expuesto por Tito Livio siendo una ciudad construida sobre un cerro, amurallada y con una ciudadela en lo alto. Además el hecho de que deje de mencionarse Alce y no se vuelva a tener noticias hasta el siglo III.
Arqueología
El término municipal atecano alberga diversos hallazgos arqueológicos que abarcan desde el Edad del Cobre hasta el Medioevo. En el paraje natural de «Las Carcamas» se han localizado dos áreas con resto arqueológicos. En el paraje de «Las Balsas», en un pequeño barranco que desagua en el Jalón, afloran a la superficie numerosos fragmentos de cerámica moldeada a mano, sin torno, con formas de grandes cuencos de paredes gruesas y grandes vasijas decoradas con cordones. Cronológicamente pertenecen a la Edad del Hierro.
En el Museo Provincial de Zaragoza hay depositada una punta de flecha triangular de sílex que se encontró en el paraje de Ascensión, junto a la ermita homónima, en la sierra de Armantes, y que pudiera ser del Eneolítico-Bronce
Cerca del paraje de «Las Carcamas», en el paraje denominado «La Mora Encantada», aparecen cerámicas Celtíberas con dibujos en bandas y círculos, piedras de molino y algunos fragmentos de cerámica medieval. En este paraje se han encontrado cimientos de construcciones que se han identificado con el poblado de Alcocer, nombrado en el Cantar de Mío Cid. También han aparecido en el yacimiento de Torrecid restos de cerámica medieval y se ha identificado este lugar como el campamento fortificado desde el que El Cid Campeador tomó el poblado de Alcocer y los castillos de Ateca y Terrer. En el paraje del Ballestar, continuamente aparecen restos de armas medievales, ya que tanto aquí como en el paraje de Armantes se reunían las tropas para las continuas guerras entre Castilla y Aragón.
De la época romana solo han sobrevivido unas pocas monedas, una de ellas del emperador Teodosio. La villa se encuentra en el recorrido del denominado itinerario antonino A-25, por lo que con toda probabilidad, bajo los sedimentos depositados por el río Jalón se encuentre enterrada la antigua calzada romana aún por descubrirse.

### Edad Media
Con la llegada de los visigodos en el 418 a la península, pasa a formar parte del Reino Visigodo de Tolosa pero aun federado dentro del Imperio romano hasta que en 507 pasa a formar parte ya del Reino Visigodo de Toledo una vez totalmente desintegrado el Imperio. La monarquía visigoda dura unos trescientos años.

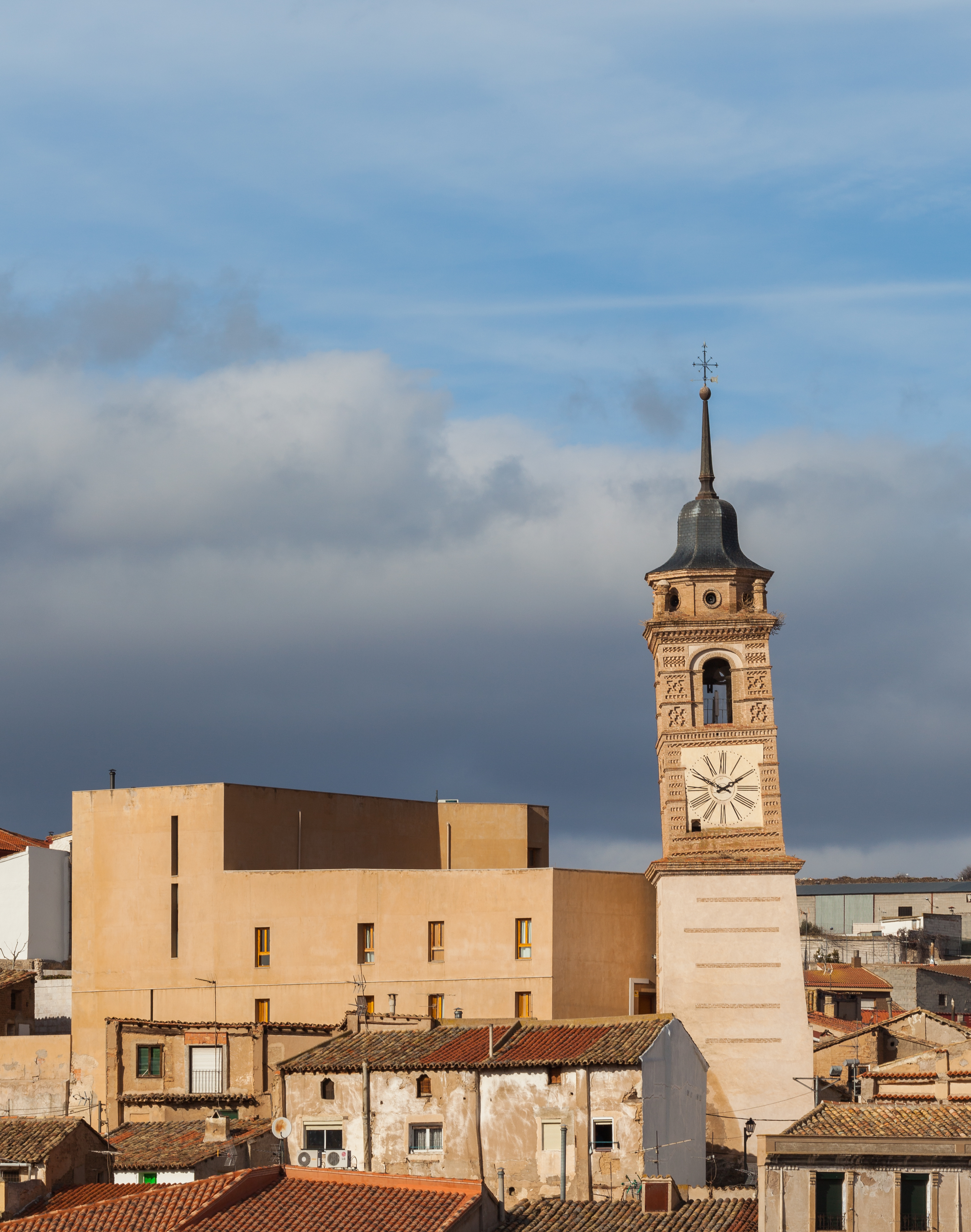
Castillo de Ateca y torre del Reloj

En 711 el Califato de Damasco comienza la dominación islámica de la península ibérica, que en estas tierras duró poco más de cuatro siglos. De 756 a 1018 se encuentra dentro de los dominios del emirato de Córdoba, que después se transforma en Califato de Córdoba. De 1018 a 1110 pertenece a la Taifa de Zaragoza, salvo un breve periodo en que la Taifa de Calatayud fue independiente de la de Zaragoza. Con la entrada de los almorávides en la península en 1110 pasó a estar bajo dominio de estos hasta el 1120. Se sabe que en la segunda mitad del siglo X, Ateca pertenecía a los Banu Timlat.
Fue ocupada por el Cid Campeador en 1081; según el Cantar de mio Cid, tras fortificar el cerro de Salvasoria, los tres castillos más importantes en esta zona —Peñalcázar, Ateca y Terrer— le pagaron parias. Esta relación con el héroe castellano propicia que hoy Ateca forme parte del Camino del Cid en cuyo Cantar de Mio Cid, aparece este verso:
E paso a Alfama, la foz ayuso va,
passó a Bovierca e a Teca, que es adelant,
e sobre Alcocer mío Çid iba posar,
en un otero redondo, fuerte e grand;
açerca corre Salón, agua nol puedent vedar. (vv. 551-555)
Fue reconquistada definitivamente para el reino de Aragón en 1120 por el rey Alfonso I, tras la Batalla de Cutanda otorgando a la villa como escudo de armas la cruz de Alcoraz. La villa de Ateca usa desde entonces como armas heráldicas, con corona real abierta forma de escudo francés moderno de plata con la cruz de gules de San Jorge y en los cuatro cantones las cabezas sangrantes de su color, tocadas de turbantes y coronadas de oro, ejemplo de ello queda dentro de la iglesia de Santa María. Posteriormente se añadió en el jefe las barras de Aragón y punta disminuida con una flor de lis sobre fondo azur y una bordura con la leyenda muy ilustre villa de Ateca, estos dos últimos, añadidos en el siglo XIX quedando de esa forma el escudo actual. Ateca queda tras la reconquista emplazada en la sesma del río Jalón dentro de la denominada Comunidad de aldeas de Calatayud, no habiendo pertenecido nunca a señor feudal alguno, sino que fue regida siempre por un concejo. Aparece relacionada en la Bula de Lucio III. El rey Martín I el Humano concedió a la villa el pendón que aún hoy es la bandera de la localidad.
Durante algún tiempo, alrededor del año 1320, Leonor de Castilla residió en la villa hasta que Caballeros castellanos vinieron a su encuentro para acompañarla de regreso a Castilla después de huir tras la ceremonia de boda el infante Jaime y dejarla plantada. A mediados del siglo XIV, durante la guerra (1356-1369) entre Pedro I de Castilla y Pedro IV de Aragón, la villa fue ocupada por las tropas castellanas.

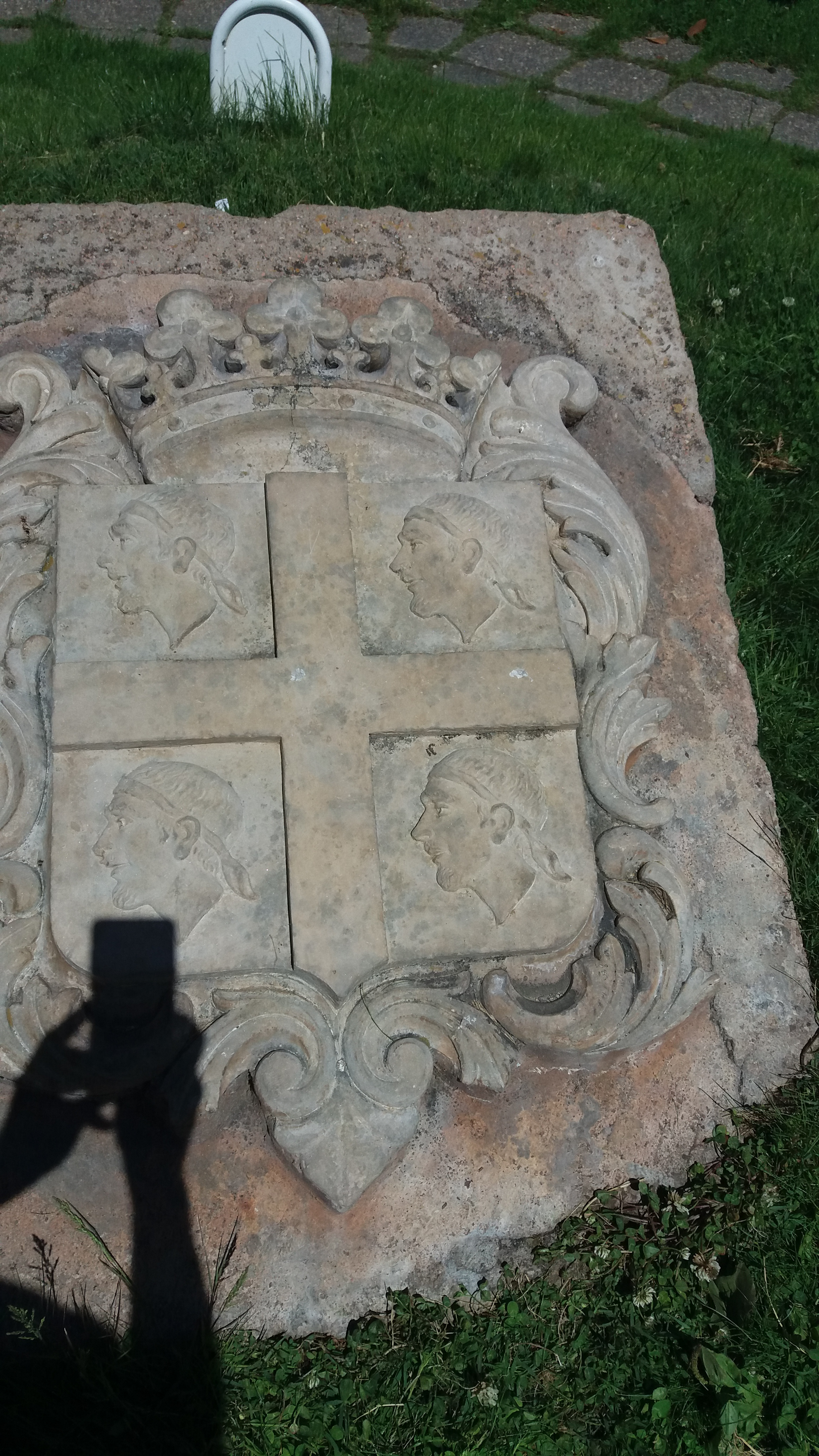
Escudo histórico de Ateca

### Edades Moderna y Contemporánea

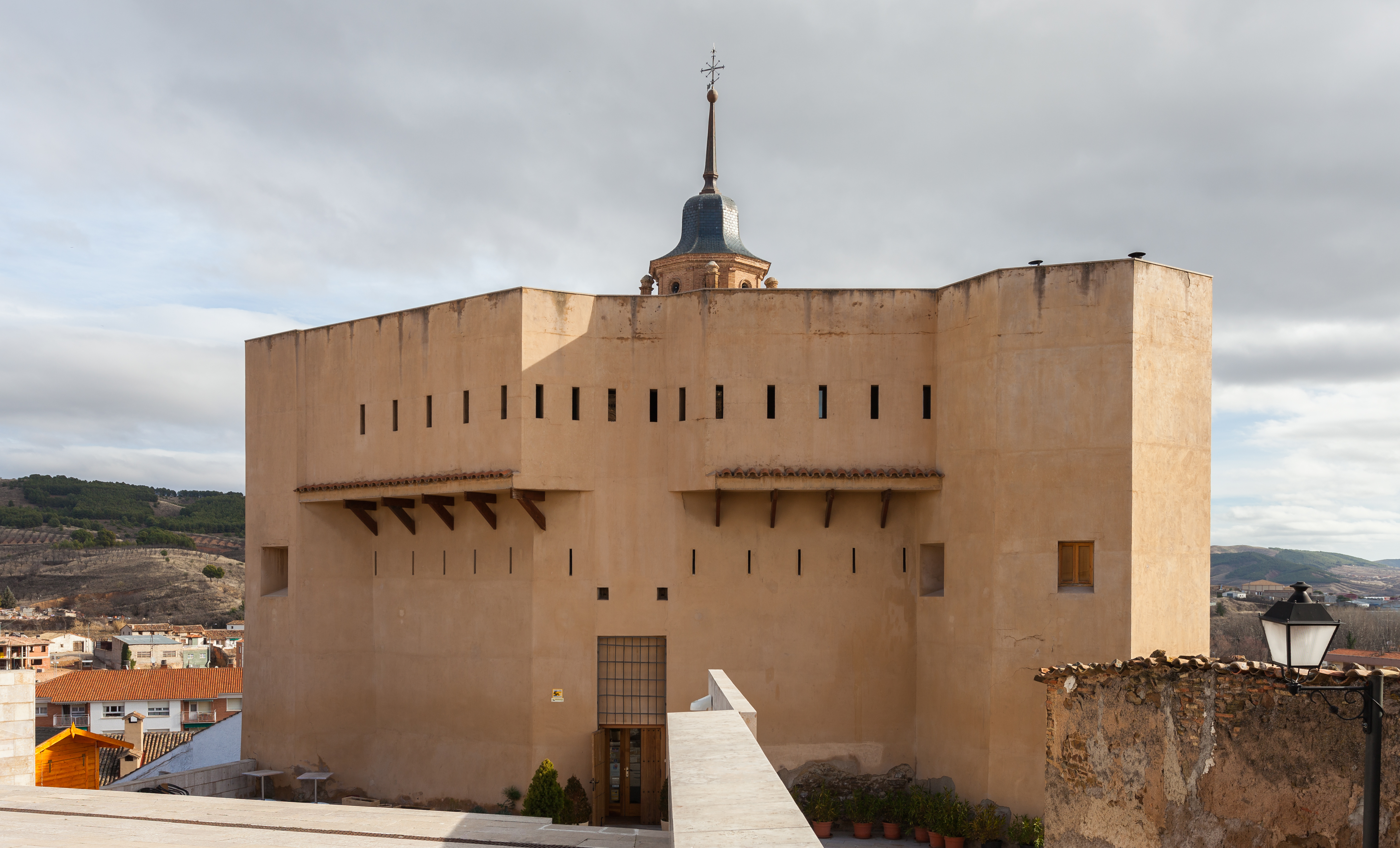
Fuerte de fusileros

Aparece nombrada en 1614 en el Quijote de Avellaneda en el tomo II, parte IV, capítulo V, cuando Don Quijote tiene una disputa con el guarda de un melonar de la localidad cuando se dirige a unas justas a Zaragoza, por lo que se detiene en la plaza.
En el siglo XIX, tras la Guerra de la Independencia, en Ateca hubo una marcada tendencia a favor del rey Fernando VII. Por ello, en 1823, con motivo del asesinato de un realista en Madrid, el Ayuntamiento de Ateca en sesión plenaria tomó la decisión de encarcelar a todos los liberales del lugar, que no llegarían a diez. Poco después, el 8 de diciembre, los realistas asesinaron a un joven liberal, en un acto que pudo ser más grave si no le ponen remedio los Padres Capuchinos del convento de San Martín de Ateca. Durante el Trienio Liberal, entre enero de 1822 y octubre de 1823 queda enclavada dentro de la provincia de Calatayud. En 1826 aparece la carretera que se convertiría posteriormente en la N-II que atravesaría la localidad hasta 1991.
Ateca aparece descrita de forma pormenorizada en el Diccionario geográfico-estadístico-histórico de España y sus posesiones de Ultramar de Pascual Madoz, en el tomo tercero, páginas 91 a 95.
En 1834 con la desaparición del antiguo régimen y la nueva división provincial de 1833 se erige en cabeza de partido judicial dentro de la provincia de Zaragoza hasta 1965, fecha en la que se integra con el partido judicial de Calatayud. La primera guerra carlista tuvo relevancia en esta zona, siendo frecuentes las escaramuzas y encuentros violentos. Ejemplo de ello fue el ataque que efectuaron el 12 de diciembre de 1835 los generales Ramón Cabrera, Quílez y el Serrador a un ejército que se dirigía a Calatayud, que fue dispersado y al que ocasionaron numerosas bajas. En esta época se reconstruyó el antiguo castillo medieval transformándose en el actual fuerte de fusileros que ha llegado hasta nuestros días. Asimismo, en ese mismo año durante la desamortización de Mendizábal se decide suprimir el convento de Capuchinos de Ateca, al igual que el de Calatayud. La localidad cuenta con estación ferroviaria desde 25 de mayo de 1863 fecha en la que se inauguró el tramo Medinaceli - Zaragoza.
Ya en el siglo XX, 21 vecinos del municipio fueron fusilados durante los primeros momentos de la Guerra Civil entre agosto y diciembre de 1936. Entre los muertos se encontraban el secretario del ayuntamiento y el último alcalde republicano. Uno de los lugares célebres por estos luctuosos acontecimientos es el barranco de la Bartolina, a mitad de camino entre Terrer y Calatayud, donde fueron fusilados parte de estos 21. Además, desde 1937 existieron varios depósitos de prisioneros republicanos en la localidad, y al menos entre marzo y junio de 1939 hay constancia del funcionamiento de un campo de concentración franquista en las inmediaciones. Luego de la guerra civil, el Fuerte de fusileros fue vendido por la familia que lo poseía a través de los Trasobares.
En 1991 se inaugura la autovía del Nordeste lo que hace que le tráfico que durante siglos ha pasado por el casco urbano de la localidad pase ahora más al sur, cerca del paraje de Torrecid y fuera del cauce del río Jalón, lo que provoca pérdidas económicas para la localidad.

### SigloXXI
En 2001 se crea la Comunidad de Calatayud dentro del plan de comarcalización de Aragón con La ley de creación de la comarca número 9/2001 del 18 de junio de 2001. Se constituyó el 11 de octubre de 2001. Las competencias le fueron traspasadas el 1 de marzo de 2002. Se crea como heredera de la Comunidad de aldeas de Calatayud. Ateca es el segundo municipio más poblado de la comarca tras Calatayud.
En marzo de 2003 se pone en servicio el primer tramo de la Línea de alta velocidad Madrid-Zaragoza-Barcelona-Frontera francesa que atraviesa el término municipal por el sur también muy cerca del paraje de Torrecid perdiendo la estación ferroviaria de Ateca la mayor parte de los servicios que tenía. Ambas infraestructuras cuentan en Ateca con importantes obras civiles como túneles y viaductos necesarios por lo abrupto del terreno y por comenzar aquí las hoces y desfiladeros que tiene el río Jalón hasta bien pasado Alhama de Aragón.
El 10 de febrero de 2016 la marca automovilística SEAT presentó un nuevo modelo al que bautizó con el nombre de Ateca lo que supuso un acicate publicitario para la localidad.
El 18 de julio de 2022, se declaró un incendio forestal que quemó casi todo el término municipal, extendiéndose a los municipios limítrofes, siendo gravemente afectado Moros. Fue provocado accidentalmente por los trabajos realizados por la empresa Land Life Company que estaba repoblando unas 200 ha, llegando a quemar 14 000 ha. La Diputación General de Aragón ha iniciado la vía penal por este hecho, lo que provoca que no se pueda iniciar ningún tipo de acción civil que compense los daños ocasionados.

## Demografía
Ateca cuenta con una población de 1732 habitantes (INE 2024).
| Gráfica de evolución demográfica de Ateca entre 1842 y 2021                                                         |
| |
| Población de derecho según los censos de población del INE Población de hecho según los censos de población del INE |

Desde 1860, cuando Ateca contaba con una población de hecho de 3786 habitantes, la población del municipio ha ido disminuyendo paulatinamente. La emigración se ha acentuado desde 1950, provocando un envejecimiento de la población, que, si en 1860 tenía 25 años de media, en 1970 superaba los 36; en este último año, un 18 % de la población contaba con más de sesenta años. En 2021, Ateca contaba con 1729 habitantes.

## Economía
La función comercial y de servicios se encuentra mermada por la proximidad de Calatayud, y con el paso del tiempo su área de influencia ha ido perdiendo entidad. En el siglo xix la localidad contaba con tiendas de paños, quincalla, lienzos y telas, y abacería; en 1842 se le concedió una feria anual. Históricamente Ateca siempre ha sido un importante centro de alfarería, con sus características peculiares que la distinguían de las del resto de la zona.
En la actualidad, la principal actividad industrial es la elaboración de chocolate. Existen dos fábricas: Chocateca SL, filial de Chocolates Valor, antigua Chocolates Hueso, y Chocolates Atienza, empresa familiar de menor tamaño. La primera, fundada en 1862, cuenta con una red a nivel nacional para la distribución de las barritas de chocolate Huesitos. El 15 de julio de 2013, Mondelēz anunció la venta de la factoría, junto con las marcas Huesitos y Tokke, a la empresa española Chocolates Valor, evitando así la deslocalización de la fábrica prevista por la empresa norteamericana. Además, en el municipio hay una industria de la madera, una fábrica de muebles.
La agricultura sigue desempeñando un papel importante en Ateca, ya que la vega del Jalón es una de las principales zonas frutícolas de la península. Hay que destacar la producción de manzanas y de uvas de las distintas variedades que se pueden producir en la zona de acuerdo al consejo regulador. Bodegas Ateca elabora vinos dentro de la D.O. Calatayud, fundamentalmente obtenidos de la variedad de uva garnacha propia de la zona. Estas bodegas producen el vino Honoro Vera Garnacha que en el 2013 fue servido en la cena posterior a la gala de los Premios Óscar acompañando a minihamburguesas de ternera de Kobe, bocados de pato a la naranja o manjares de pollo con trufas negras, entre otros. También produce los vinos Atteca y Atteca Armas.

## Administración y política

### Gobierno municipal
El Ayuntamiento de Ateca es la institución que se encarga de la administración local del municipio y está compuesta por un alcalde y diez concejales para la administración de los intereses del municipio. Se encuentra situado en la plaza de España, 5.
| Período   | Alcalde                  | Partido | Partido |
| --------- | ------------------------ | ------- | ------- |
| 1979-1983 | José Luis Blasco Sabroso | PSOE    |         |
| 1983-1987 | José Luis Blasco Sabroso | PSOE    |         |
| 1987-1991 | Jesús Blanco Sánchez     | CDS     |         |
| 1991-1995 | José Javier Sada Beltrán | PSOE    |         |
| 1995-1999 | José Javier Sada Beltrán | PSOE    |         |
| 1999-2003 | José Javier Sada Beltrán | PSOE    |         |
| 2003-2007 | José Javier Sada Beltrán | PSOE    |         |
| 2007-2011 | José Javier Sada Beltrán | PSOE    |         |
| 2011-2015 | Fernando José Duce Borao | PP      |         |
| 2015-2019 | Ramón Cristóbal Júdez    | PSOE    |         |

| Partido político    | Partido político                                   | 2003   | 2007   | 2011   | 2015   | 2019   | 2023   |
| Partido político    | Partido político                                   | Ediles | Ediles | Ediles | Ediles | Ediles | Ediles |
|                     | Partido de los Socialistas de Aragón (PSOE-Aragón) | 6      | 5      | 5      | 6      | 5      | 5      |
|                     | Partido Popular (PP)                               | 4      | 3      | 4      | 3      | 4      | 4      |
|                     | Partido Aragonés (PAR)                             | —      | 2      | 2      | 1      | 0      | —      |
|                     | Izquierda Unida (IU)                               | 1      | 1      | 0      | 1      | —      | —      |
|                     | Chunta Aragonesista (CHA)                          | —      | 0      | 0      | —      | —      | —      |
| Total de concejales | Total de concejales                                | 11     | 11     | 11     | 11     | 9      | 9      |

#### Evolución de la deuda viva municipal
El concepto de deuda viva contempla sólo las deudas con cajas y bancos relativas a créditos financieros, valores de renta fija y préstamos o créditos transferidos a terceros, excluyéndose, por tanto, la deuda comercial.
| Gráfica de evolución de la deuda viva del Ayuntamiento entre 2008 y 2023                        |
|                                                                                                 |
| Deuda viva del Ayuntamiento de Ateca, en miles de euros, según datos del Ministerio de Hacienda |

## Servicios
La localidad cuenta con piscina municipal, frontón y campo de fútbol San Blas de césped donde disputa sus encuentros el C.D. Ateca que milita en Primera Regional Aragón
Existen varios centros educativos; La EEI La Solana, El CEIP Virgen de la Peana y el IES Zaurín, que cubren las necesidades de enseñanza del municipio y de los pueblos cercanos.
También cuenta con centro de salud, farmacia, biblioteca pública, casa cuartel de la Guardia Civil, pabellón multiusos.
En Ateca también hay una notaría y una oficina del Registro de la Propiedad.

## Patrimonio

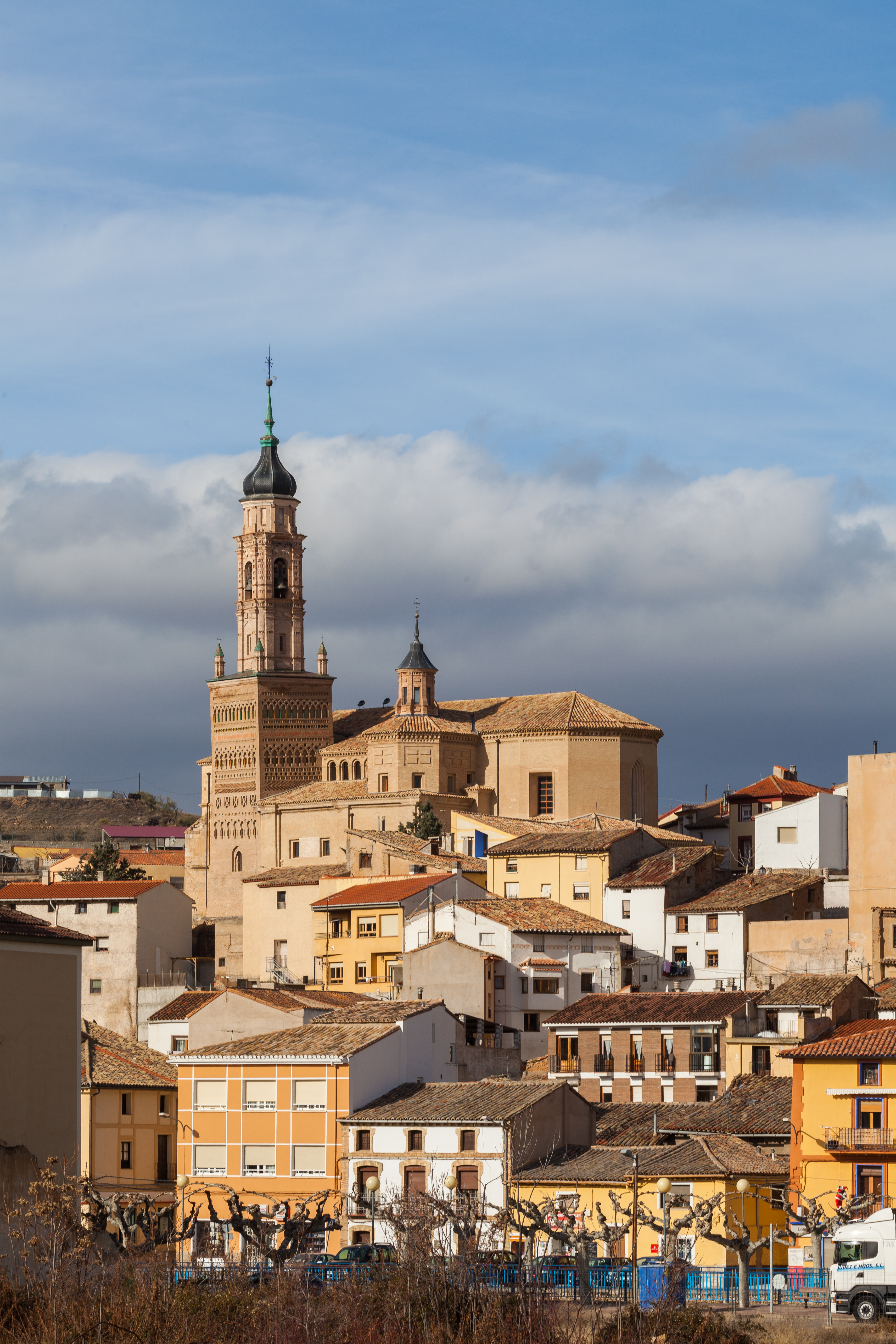
Iglesia de Santa María

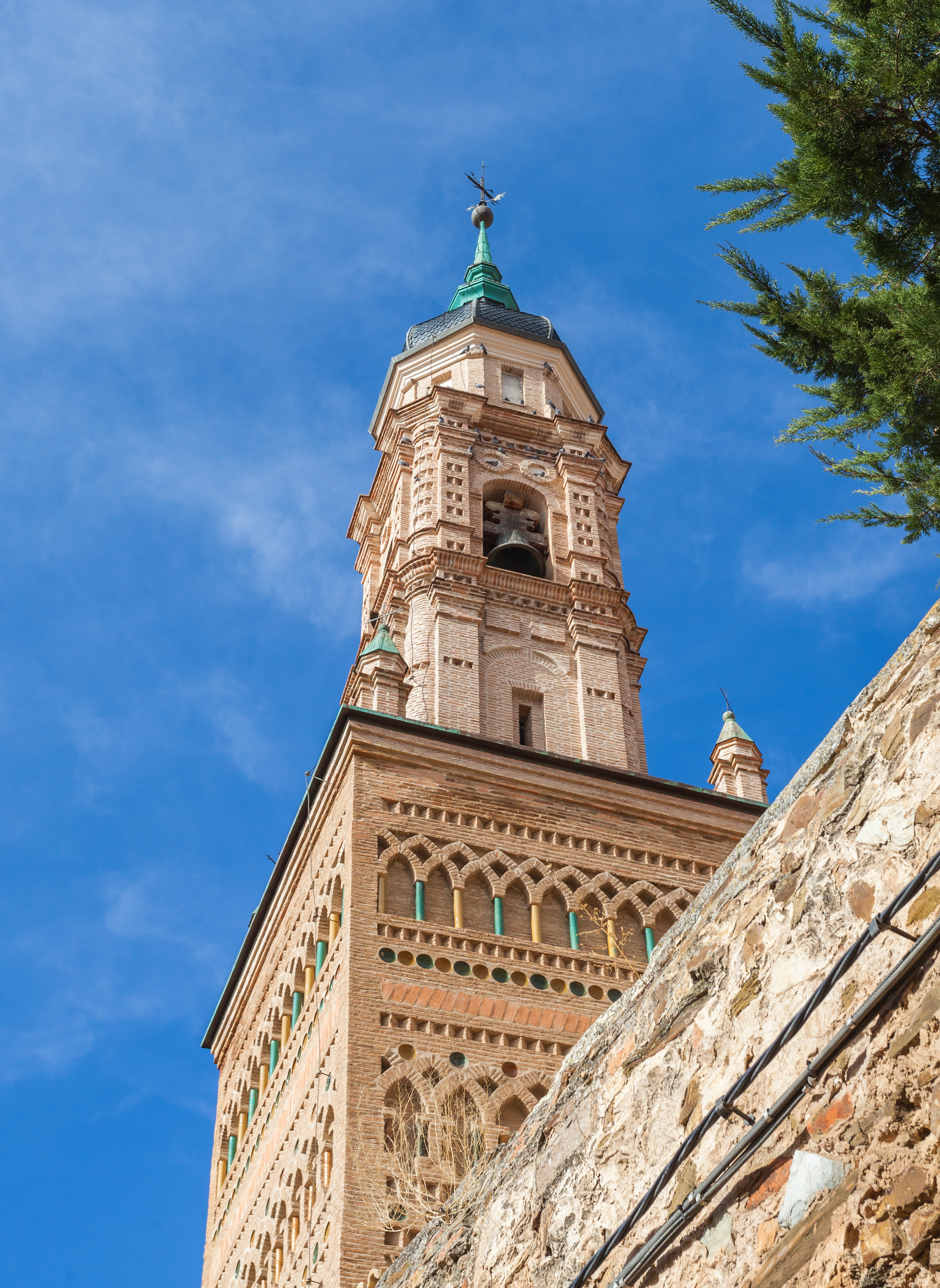
Torre de Santa María

El conjunto urbano de esta villa aragonesa es un entramado irregular con pintorescos rincones y plazuelas. La tradición mudéjar es protagonista, destacando en este aspecto las torres de Santa María y del Reloj. Tiene catalogados 10 B.I.C.

### Arquitectura religiosa
- Iglesia de Santa María

En el centro de la villa se yergue la iglesia de Santa María, templo parroquial. Es sede del arciprestazgo del Alto Jalón de la diócesis de Tarazona.
El cuerpo inferior de la torre, de estilo mudéjar, con estructura de alminar almohade, contiene una torre dentro de otra unidas por una escalera, puede datar de finales del siglo xiii; aunque según algunos autores, podría ser una auténtica torre almohade de finales del siglo xi perteneciente a la mezquita preexistente.
Es destacable un Cristo gótico, en la actualidad situado sobre el coro.
El templo también alberga un órgano de 1798 de excelente sonoridad y restaurado en su totalidad. Esta iglesia es Monumento nacional
- Iglesia de San Francisco

Otra iglesia de interés es la iglesia de San Francisco—conocida popularmente como San Martín—. Esta iglesia formaba parte de un convento de franciscanos capuchinos que fue expropiado en el siglo xix, durante la desamortización. Quedan restos del convento en el edificio popularmente conocido como «la cárcel», lugar donde estaban los calabozos en la época en que Ateca era cabeza de partido judicial.
- Ermitas y peirones

Además, en su término municipal se encuentran las ermitas de San Blas, patrón de la localidad, la de San Roque, dedicada a San Roque de Montepellier, junto al cementerio, la de San Gregorio, bajo la advocación de San Gregorio Ostiense, la dedicada a la Ascensión, la de Santiago, bajo el patrocinio de Santiago el Mayor y la de San Lorenzo bajo la advocación de San Lorenzo Mártir, así como varios peirones dedicados a la Virgen de la Peana varias estaciones del Vía Crucis San Antonio, Santa Quiteria y el de San Pascual Bailón.

### Arquitectura civil
- Torre del reloj

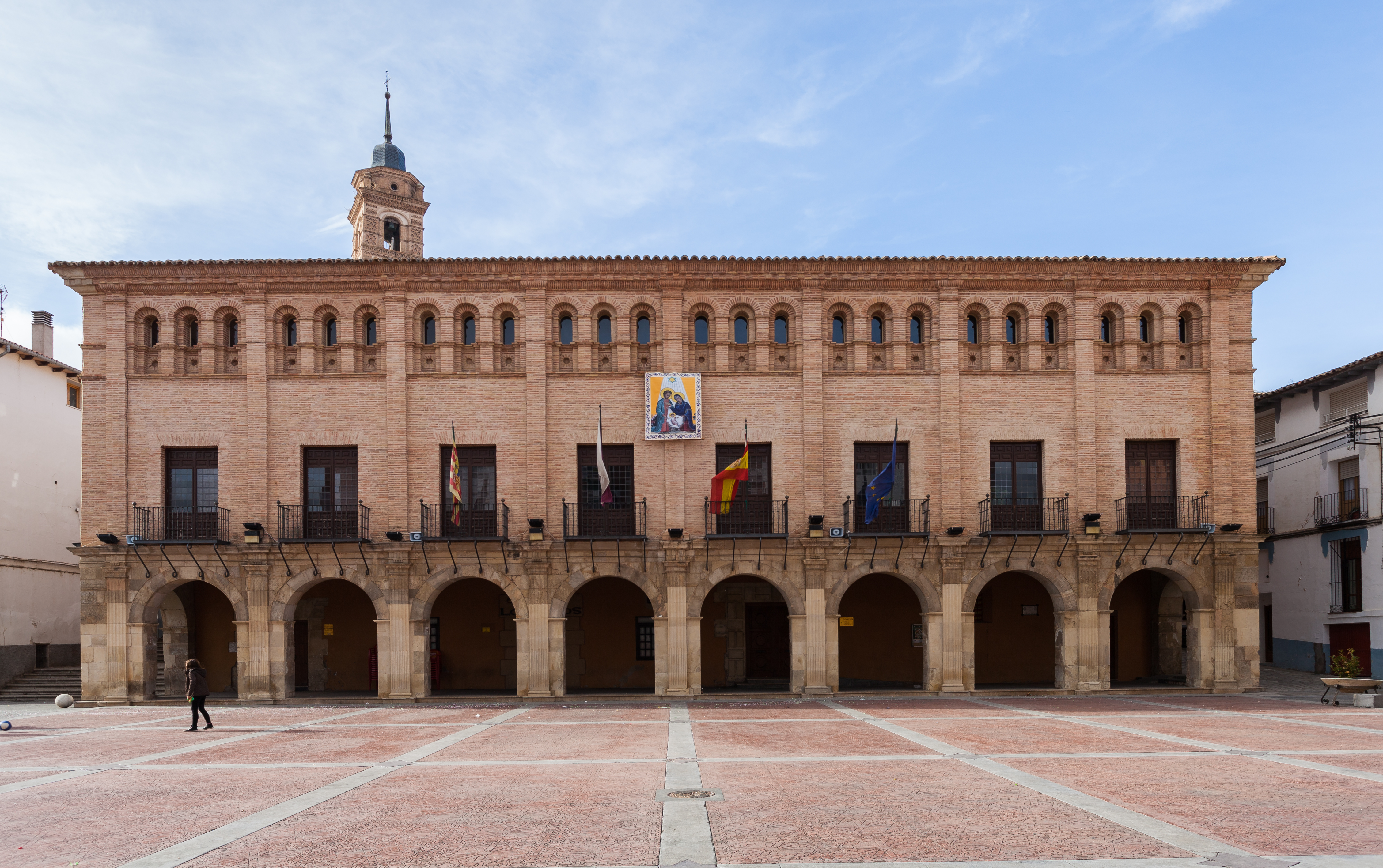
Casa consistorial (1629-1634)

La Torre del Reloj es una torre inclinada que se asienta sobre el torreón de una antigua fortaleza. Su parte más interesante se concentra en el segundo cuerpo, dividido a su vez en dos pisos. El primero alberga en uno de sus lados un gran reloj moderno de esfera blanca y numeración romana colocado en 2005, después de unos años en que el reloj anterior permaneció averiado. En cada uno de los otros lados de este piso hay dos vanos doblados en arco de medio punto con antepecho ocupado por un óculo. Por su parte, el segundo piso aloja dos campanas.
- Casa consistorial

La casa consistorial de Ateca, sede del ayuntamiento, construida entre los años 1629 y 1634, es una interesante construcción renacentista muy representativa de este tipo de arquitectura tan arraigada en Aragón.
- Casa de los Cejador

También existe un palacio de puro estilo renacentista aragonés en el número 6 de la calle Areal Alto que corre riesgo de desmoronamiento y que es conocida como la casa de la Cejadora y que fue solar de los Cexadores, donde Julio Cejador y Frauca pasó largas temporadas.
- Estructuras defensivas

En Ateca existen tres castillos: el fuerte de Ateca se alza en la parte más elevada del casco urbano; son inapreciables las huellas de la totalidad de su extensión, que debió ser grandiosa, puesto que gran parte de los lienzos forman parte de las propias viviendas. Cabe destacar la denominada torre-puerta cuyo acceso —de pequeñas dimensiones— está enmarcado por un alfiz, conservando su matacán. No se trata de un castillo medieval, sino de un fuerte de fusileros del siglo xix, con restos de su origen musulmán, restaurado recientemente y dedicado en la actualidad a la hostelería. Además de este castillo, entre Ateca y la vecina Terrer, sobre el cerro de San Esteban, en cuya base se asienta el poblado conocido como la Mora encantada, quedan los restos arqueológicos de un castillo. La fortaleza fue fundada por los musulmanes, siendo citada en el Cantar del Mío Cid, en el que se relata cómo fue conquistado por este, corresponde a Alcocer nombrado en el Cantar.
En la actualidad, todos sus muros, de los que solo quedan los basamentos, se levantan hasta una altura de unos 40 cm. Junto al castillo se han encontrado los restos de una ciudad romana de nombre desconocido que bien pudiera ser la ciudad de Alce. Frente a estos restos, en la otra orilla del río Jalón, en el paraje de Torrecil, se encuentran los restos de una mota que se supone fue donde acampó el Cid para conquistar Alcocer y que se llama Torrecid.
Hacer mención a los restos de la muralla de la que se conservan tres de las cuatro puertas conocidas. El Arco de San Miguel o del Arial que es una puerta-torreón de la época medieval y que en el siglo xvii se denominaba puerta de los Eriales que también está catalogado como BIC. La Puerta de Ariza y la Puerta de las Fraguas. La cuarta puerta, la puerta de Caralmazán, estaba situada en la calle del mismo nombre y no quedan restos de ella.
- Plaza de toros

Destacable es también la plaza de toros de Ateca, una de las más antiguas de España construida hacia 1860. Es de planta octogonal y de titularidad municipal desde la década de 1950.
- Estructuras hidráulicas

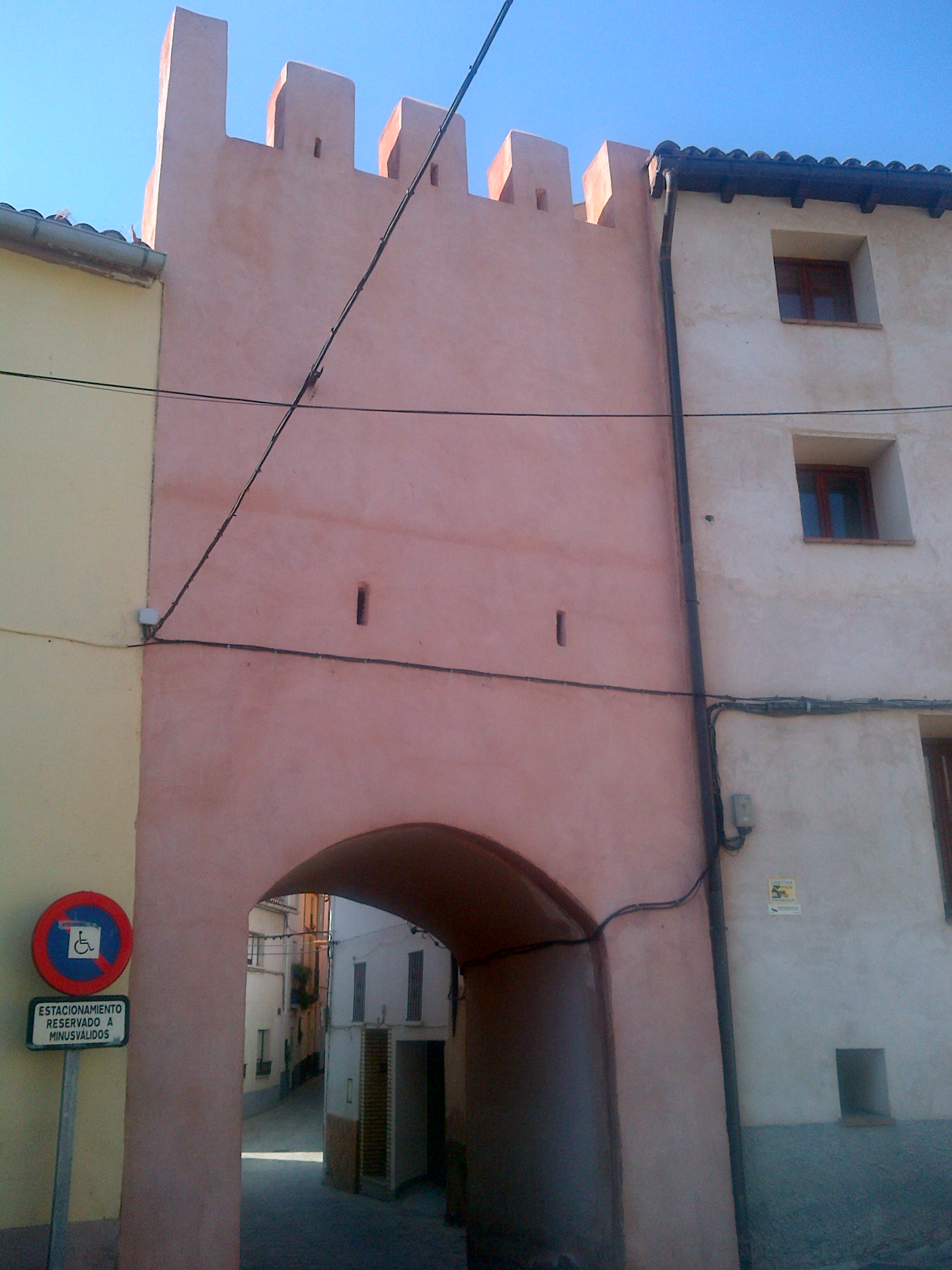
Arco-capilla de San Miguel

La mayor parte de las acequias del municipio son de la época de la dominación islámica y como construcción destacable se encuentra el acueducto denominado la canal del Val sobre el barranco de El Val, al que se puede acceder desde la carretera que va al cercano pueblo de Moros. De los dos ojos que tiene, uno es original y el otro fue reconstruido tras una riada a principios del siglo xx. En la actualidad, todas estas infraestructuras están desapareciendo progresivamente por el abandono de la actividad agrícola.
- Otros lugares

También puede encontrarse un antiguo nevero cerca del paraje de San Gregorio. Existen vestigios de dos despoblados medievales en su término municipal, uno junto al río Monegrillo llamado también Monegrillo y otro el de la antigua aldea de Monubles a mitad de camino del cercano pueblo de Moros junto al río Manubles. Otras edificaciones sobresalientes son el Hospital de Jesús y el antiguo mesón del siglo xviii junto al que se encuentra situado el complejo educativo Virgen de la Peana, ejemplo de arquitectura racionalista del primer tercio del siglo XX.
- Parte de su término municipal está protegido dentro de la red Red Natura 2000 con la denominación de Riberas del Jalón (Bubierca-Ateca), que comprende una franja entre Bubierca y Ateca de la ribera del río Jalón.

## Fiestas
- Fiestas de San Blas, declaradas de interés turístico regional el 5 de septiembre de 1995, patrón de Ateca y la Virgen de las Candelas. Tiene lugar los días 2 y 3 de febrero. Cuenta, como original ingrediente, con la presencia de «la Máscara».[75] Este es el elemento más singular de la fiesta, un personaje semigrotesco vestido con traje a rayas rojas y amarillas al estilo de los bufones. Se lanza a la calle armado con un sable y un pequeño escudo redondo, con la intención de perseguir a los muchachos mientras estos le insultan intentando arrancarle los cascabeles de su vestido, que queda destrozado al acabar la fiesta. El acto se celebra el día 3, después de la misa y de la procesión que conduce al santo a su ermita. Si bien, tal cual hoy se conoce, se tiene constancia escrita desde 1460, se cree que el origen de la fiesta se remonta a la época paleocristiana o incluso a época celtíbera.[76]
- Celebración de Jueves Lardero y Carnaval, de gran tradición en la localidad.
- Semana Santa en Ateca. Declarada de interés turístico regional el 22-11-1996. Data de 1660.[77] En 2016 se ha abierto un centro de interpretación de la Semana Santa en Ateca.[78]
- Celebración de la Ascensión, en la que los mozos construyen un castillo humano de tres pisos, primero en la Ermita de la Ascensión y luego en el pueblo, que recorre el Areal Bajo desde el Arco de San Miguel hasta la plaza de España, ondeando un enorme pendón. También el día de San Lorenzo se forma la torre humana que en esta ocasión recorre el barrio de San Martín.
- Fiestas mayores de Ateca. Se celebran el 8 de septiembre en honor a la Virgen de la Peana, patrona de la localidad, coincidiendo con la festividad de la Natividad de Nuestra Señora. Se ha recuperado recientemente la elección de majas, constituyendo el acto preliminar al inicio de las fiestas. Sin mucho éxito, también ha tratado de recuperarse el Dance.[79] Los principales actos lúdico-festivos son de carácter taurino —encierros, vaquillas, corridas, novilladas y concurso de recortadores. De gran tradición son los concursos de carteles y fotografía «Villa de Ateca».

## Localidades hermanadas
- Lézat-sur-Lèze (Francia)